# 福原和勝
福原 和勝（ふくばら かずかつ、弘化3年5月11日（1846年6月4日） - 明治10年（1877年）3月23日）は、江戸時代末期から明治時代にかけての長府藩士、陸軍軍人。最終階級は陸軍大佐。

## 生涯
長府藩士、村上通虎の三男として生まれた。幼名は百合勝。後に同藩士・福原俊親の養子となって福原俊行を名乗り、後に和勝と改めた。若年ながら武芸に秀で、藩主・毛利元周の護衛等も務めた。元治元年（1863年）から始まる下関戦争では藩内の青年を組織、翌年の英米仏蘭連合艦隊の攻撃では、上陸した幕府軍の陸戦隊と死闘を繰り広げた。 また、同年には長府藩校「集童場」創設に尽力した。
慶応元年（1865年）1月18日、熊野則之とともに藩主に隊の編成を願い出て、2月14日に許可が降り「長府藩報国隊」を結成、その初代軍監となった。四境戦争では小倉口に出陣、小倉藩を撃退して小倉口での勝利を確実なものとした。慶応3年（1867年）4月、上海に渡航した。
明治維新後は、戊辰戦争（北越戦争）にも参戦し、旧幕府側の抵抗の鎮圧にあたった。明治2年（1869年）には英国に留学し、明治5年（1872年）11月に帰国。将来を嘱望され、明治6年（1873年）1月、陸軍大佐・兵学権頭となり、同年6月、陸軍教導団司令長官心得に就任。翌年の佐賀の乱では佐賀征討総督幕僚参謀として参戦。またその翌年2月には初代の清国公使館付武官となった。明治10年（1877年）、西南戦争が勃発。同年3月、和勝は第3旅団参謀長として九州へと向かった。4日、熊本県玉名郡岩村で狙撃され負傷、3月23日、搬送先の久留米病院にて死去した。
明治45年（1912年）、従四位を追贈された。

## 親族
- 養子 福原佳哉（陸軍中将）[4]